# Offset (informática)
En informática, un offset dentro de un array u otra estructura de datos es un entero que indica la distancia (desplazamiento) desde el inicio del objeto hasta un punto o elemento dado, presumiblemente dentro del mismo objeto. El concepto de distancia es solamente válido si todos los elementos del objeto son del mismo tamaño (típicamente dados en bytes o palabras).
Por ejemplo, dado un array de caracteres "A" que contenga "abcdef", se puede decir que el elemento que contiene el carácter  "'d'" tiene un offset de 3 desde el comienzo de A.
En ingeniería informática y programación de bajo nivel (como el lenguaje ensamblador), un offset normalmente indica el número de posiciones de memoria sumadas a una dirección base para conseguir una dirección absoluta específica. Con este significado (que es el original) de offset, sólo se usa la unidad básica de direccionamiento, normalmente el byte de 8 bits, para especificar el tamaño del offset. En este contexto se puede llamar a veces dirección relativa.